# New Breed
The New Breed fue un stable de lucha libre profesional que apareció en la marca Extreme Championship Wrestling (ECW) de la World Wrestling Entertainment (WWE) en 2007. Fue compuesto inicialmente por Elijah Burke, Marcus Cor Von, Matt Striker, Kevin Thorn y Ariel. CM Punk se unió brevemente al stable en abril de 2007.
El stable se creó un feudo con los luchadores que habían sido parte de la original Extreme Championship Wrestling (ECW) la promoción en la década de 1990.  La WWE revivió la ECW como tercera marca en 2006, y contrató a varios antiguos luchadores de ECW - ECW Originals, para competir en la marca. A principios de 2007, The New Breed fue creada cuando Vince McMahon, presidente de la WWE, promociona a Burke y Cor Von como el epítome de la nueva ECW, mientras que insultan a los ECW Originals. Striker, Thorn, y Ariel se unieron a la semana siguiente.
The New Breed de inmediato comenzó un feudo con los ECW Originals. Ellos se enfrentaron en varias luchas durante todo el año, incluyendo en WrestleMania 23. Después de esto, las dos facciones comenzó a reclutar a CM Punk, que eligieron unirse a The New Breed. Dos semanas más tarde, sin embargo, se volvió a Burke durante la lucha. Thorn y Ariel salieron del equipo poco después también. The New Breed continuó su feudo con los originales y CM Punk, y también con los The Major Brothers, un nuevo equipo que había derrotado a Striker y Cor Von en sus debut. En junio de 2007, el stable se disolvió, con los tres miembros restantes.

## Concepto
World Wrestling Entertainment (WWE) compró Extreme Championship Wrestling (ECW) y su biblioteca de vídeo en 2003, y posteriormente comenzó la reintroducción de la ECW, utilizando el contenido de ECW colección de DVD y la liberación de una serie de libros. La popularidad de la mercancía de ECW hizo que WWE pidiera que se organice una reunión para hacer volver al pay-per-view, ECW One Night Stand, en 2005 y un segundo pay-per-view al año siguiente. En mayo de 2006 la WWE anunció el lanzamiento de ECW como una marca independiente, congruente a Raw y SmackDown!, con su propio programa en el canal Sci Fi. En preparación para el lanzamiento de la marca ECW, WWE contrató a varios luchadores de la ECW original, incluyendo a Sabu, Sandman y Balls Mahoney. También se anunció que los luchadores que habían trabajado anteriormente para la ECW antes de unirse a la WWE tras su cierre, incluyendo a Rob Van Dam y Tommy Dreamer, que se trasladará a la nueva marca ECW.
El término "new breed" se utilizó originalmente para describir la revivida marca de ECW en conjunto, con los anuncios y artículos con el lema "Una nueva generación desatada". A principios de 2007, el término comenzó a ser utilizado como el nombre para un nuevo Stable sobre la nueva marca ECW, que consistía únicamente de los luchadores que no habían sido parte de la ECW original. Este stable rápidamente comenzó un feudo con los ECW Originals, luchadores que habían sido parte de la ECW original.

## Historia

### Formación

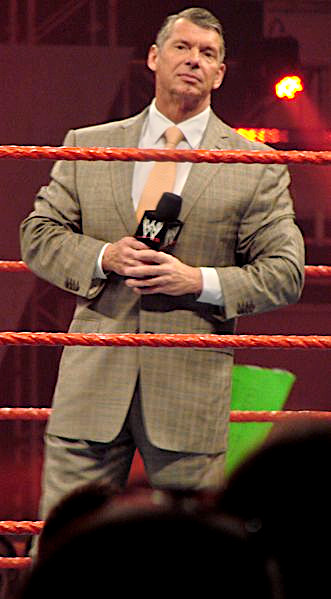
Vince McMahon dio la idea principal del nuevo stable "The New Breed".

El 30 de enero de 2007, Vince McMahon, presidente de la WWE, apareció en ECW en Sci Fi. En varios segmentos de backstage, mostró desprecio por los luchadores que formaban parte de la original ECW. McMahon al mismo tiempo mostró su agradecimiento por los nuevos luchadores que integraban la marca, llamando a Marcus Cor Von "un soplo de aire fresco" y llevando a Elijah Burke al ring con él nombrándolo el epítome de la nueva ECW. Como resultado, Tommy Dreamer, Balls Mahoney, Sabu y Sandman interrumpieron y atacacaron a Burke, lo que provocó un feudo. La semana siguiente, McMahon apareció en ECW otra vez, insultando a Dreamer, Mahoney, Sabu, The Sandman, y Rob Van Dam, antes de informarles que serían despedidos si interferian en las demás luchas el resto de la noche. Matt Striker y Kevin Thorn, junto con la ayuda de Ariel, unieron fuerzas con Burke y Cor Von como "new breed". Striker fue nombrado el árbitro invitado especial para la lucha de Thorn con Dreamer esa noche, y se negó a contar con una cuenta de tres para Dreamer, lo que permite a Thorn ganar. Burke derrotó a Van Dam más tarde en la noche, y los miembros de la New Breed atacaron a Van Dam hasta que fueron expulsados por los otros ECW Originals. El feudo continuó a lo largo de marzo y abril, enfrentándose entre ellos en Single match y Tag Team match.
A principios de marzo, Dreamer reta a New Breed a un combate en WrestleMania 23 en nombre de los ECW Originals. A la semana siguiente, Dreamer ganó una batalla real con los miembros de la New Breed y los ECW Originals incluidos. En las últimas semanas anteriores a WrestleMania, los equipos siguieron chocándose, con Van Dam derrotando a Burke el 27 de marzo en el episodio de ECW. Esto provocó un ataque a Van Dam por los demás miembros de la New Breed, hasta que los originales salvaron a su compañero. En WrestleMania, los miembros de la New Breed perdieron ante los ECW Originals en una lucha de Eight-Man Tag Team Match, pero en el siguiente episodio de ECW en Sci Fi, los New Breed derrotaron a los ECW Originals en una revancha de reglas extremas.

### Reclutamiento de CM Punk
Justo antes de WrestleMania, tanto el New Breed y los ECW Originals comenzaron a tratar de reclutar a CM Punk en sus respectivos equipos. El 3 de abril en el episodio de ECW, Cor Von finalmente le dijo a Punk que debía elegir un bando, afirmándole a Punk, ya sea con New Breed o contra ellos. A la semana siguiente, Punk hizo su decisión y se unió a la New Breed, estrechando la mano de Burke en el ring. La semana siguiente, su presencia de inmediato creó tensión dentro del grupo, ya que reprendió a Cor Von y Thorn para perder y ha socavado la posición de Burke como el líder de la New Breed. Más tarde ese mismo episodio, Burke se enfrentó a Van Dam en una Single Match. Punk trató de interferir, deslizando una silla de acero dentro del ring, pero Van Dam la utilizó primero golpeando a Burke con ella. Luego, Punk se disculpó con Burke. A la semana siguiente, Punk se disculpó de nuevo, pero se vio obligado por Burke perder la Eight-Man Elimination Tag Team Match entre los ECW originals y la New Breed. En represalia, Punk atacó a Burke, costándole la lucha y su salida de New Breed.

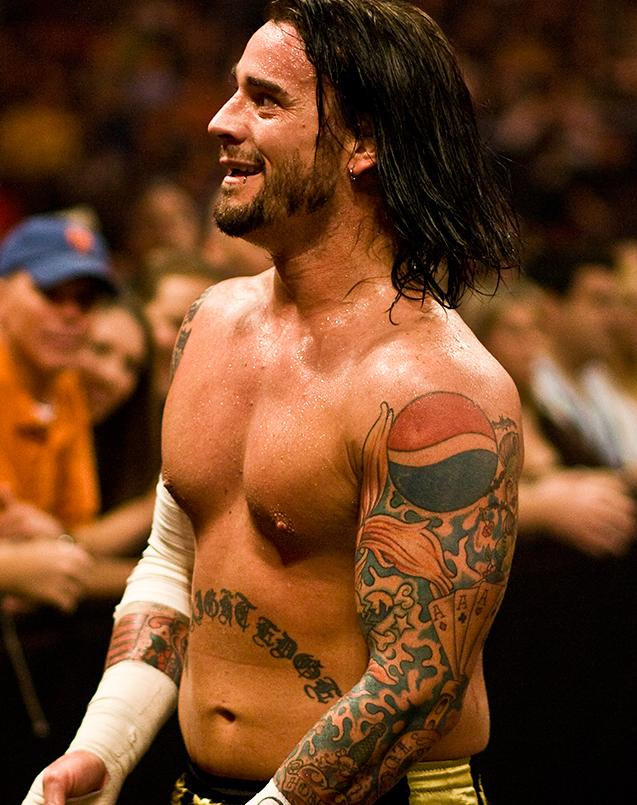
CM Punk fue reclutado por ambos, el New Breed y los ECW Originals..

A la semana siguiente, el 1 de mayo en el episodio de ECW, Burke anunció una lucha entre Thorn y Punk, donde Thorn pierde la lucha. Después de la lucha, Thorn se sale de la New Breed, ya que ninguno de los otros miembros interfirió durante la lucha en su ayuda. Esa misma noche, Striker y Cor Von perdieron en contra de un equipo debutante de The Major Brothers (Brian y Brett). Striker recibió el conteo de los Brothers, como resultado, Burke culpó a Striker por su derrota, reprendiéndole por su pérdida, creando la tensión entre los dos. A la semana siguiente, Cor Von derrotó a Punk en una lucha tras la interferencia de Burke y Burke derrotó a la mitad de los Hermanos Mayores, Brian. Punk se vengó en WWE Judgment Day PPV luego de un "Go To Sleep". En el siguiente episodio de ECW, Striker derrotó a Brett Mayor, mientras que Burke y Cor Von perdieron contra el equipo de Van Dam y Punk por descalificación cuando Cor Von atacó a Punk a pesar de no ser el hombre legal en el partido. Después de esto, Van Dam fue trasladado en un feudo con Randy Orton y Punk se unió a Dreamer y Sandman en sustitución de Sabu, que había dejado la WWE a mediados de mayo. En el WWE One Night Stand PPV en junio, Burke, Cor Von, y Striker perdieron ante Punk, Dreamer y Sandman en una Six-Man Tag Team Match Table Match, donde CM Punk le aplicó un "Superplex" a Striker sobre una mesa donde se encontraba tendido Elijah Burke, ganando la lucha.

### Disolución y el después
A mediados de 2007, la New Breed fue eliminada como un equipo. Cor Von y Burke se mantuvieron ligeramente alineados y se unieron juntos en algunas ocasiones hasta mediados de junio. Después de esto, Cor Von tomó una excedencia antes de ser liberado de la compañía en septiembre, Burke siguió siendo parte de la ECW y recibió un empujón a finales de junio y julio, un reto para el Campeonato Mundial de la ECW en varias ocasiones. Durante el resto de 2007 y la mayor parte de 2008, fue utilizado raramente en un papel destacado y fue lanzado en noviembre de 2008.

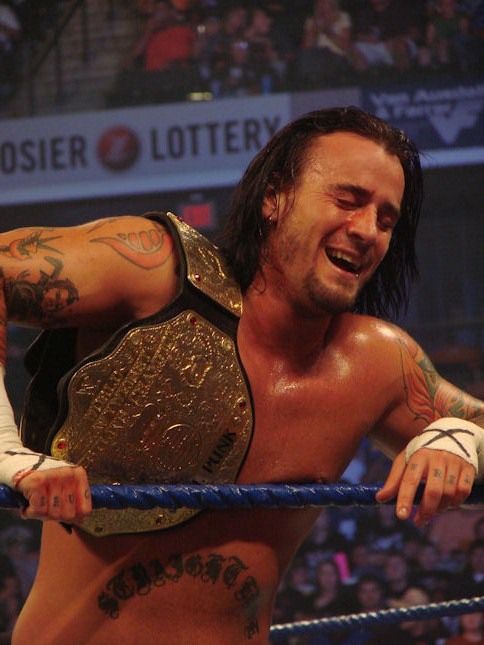
CM Punk como Campeón Mundial Peso Pesado de la WWE.

Ariel fue liberado de la WWE el 18 de mayo, poco después de que ella y Thorn dejaran la New Breed. Thorn se mantuvo en ECW durante varios meses, pero fue enviado al territorio de desarrollo de la WWE a principios de 2008. Fue finalmente liberado de su contrato a principios de 2009. Tras su liberación, criticó los argumentos en los que estuvo involucrado el stable, en especial el hecho de que el equipo se utilizara para empujar a CM Punk, afirmando que "se podría haber hecho de otra manera". Fertig estimó también que era "mucho más" que podría haber hecho con el stable, debido a la "ecléctica" mezcla de gente involucrada.
A partir de 2011, sólo Striker y CM Punk siguieron trabajando por la WWE. Tras la disolución de la New Breed, Striker comenzó a ser el mánager del luchador Big Daddy V hasta el año 2008. En agosto de 2008, Striker comenzó a trabajar como comentarista en ECW, antes de ser trasladado a la marca SmackDown en octubre de 2009, donde dejó su puesto como comentarista para luego ser el gerente general de WWE NXT. Por otro lado CM Punk ganó el Campeonato de la ECW en septiembre de 2007 y, después de salir de la marca ECW en 2008, pasó a convertirse en tres veces Campeón Mundial de los Pesos Pesados.